# Traista-ciobanului
Traista-ciobanului (Capsella bursa-pastoris) este o plantă nativă din Europa, dar care s-a extins în multe părți din lume. Numele său se referă la capsula în formă de traistă.
Traista-ciobanului crește în grădini, pe câmp, pajiști, acolo unde solul nu este foarte uscat și există suficient soare.
Este o plantă de dimensiuni mici, de până la 20 cm înălțime. Ramurile fine se întind pe toată lungimea tulpinii. Frunzele bazale sunt lanceolate și dințate. Florile albe sunt aranjate în raceme rare. Sunt simetrice radial, cu patru petale.
Semințele au formă de inimă, sunt plate și triunghiulare. Sunt atașate de ramuri de vârf.
Semințele plantei produc un compus vâscos atunci când sunt umezite. Insectele acvatice se lipesc de acest compus și într-un final mor. Acest fapt face ca planta să fie folosită ca o metodă de control a țânțarilor, omorând larvele acestor insecte.
Semințele, frunzele și rădăcinile acestei plante sunt comestibile. În China, ea este cultivată pentru consum. Din punct de vedere medicinal, a fost folosită pentru oprirea hemoragiilor.
Paraziți:
- Albugo candida

## Tratamente naturale bazate pe traista ciobanului
Traista ciobanului (Capsella bursa pastoris) este o plantă medicinală cu numeroase întrebuințări terapeutice. Datorită calității de astringent, traista ciobanului este utilizată în vindecarea persoanelor care sufera de diaree. Aceasta planta este apreciată pentru reglarea fluxului menstrual, pentru tratarea insuficientei cardiace, oprirea hemoragiei stomacului, hemoragiilor pulmonare si chiar hemoragiei uterului.
Traista ciobanului mai este cunoscută pentru tratarea bolilor specifice femeilor: dereglări menstruale, menopauza, inflamația sânilor, dar și bolilor specifice bărbaților: hemoroizi, atrofie musculară,hernie inghinala si histeroptoza (prolaps uterin).
Ceaiul preparat din planta traista ciobanului constituie un remediu natural în cazul unor afecțiuni cum sunt: tensiunea arterială hemoragiile de orice natură, inclusiv cele uterine, diareea.